# Oressochen jubatus
El ganso del Orinoco (Oressochen jubatus), también llamado oca del Orinoco, ganso de monte o pato carretero, es una especie de ave anseriforme de la familia Anatidae endémica de América del Sur, que vive en la mayor parte de las cuencas del río Orinoco y en el río Amazonas. 

## Características
El largo total es de 56 a 58 cm. Pesa aproximadamente 1,2 kg. Presenta el lomo pardo castaño. Alas y colas negras con brillo verde. Espejo alar y subcaudal blanco. Vientre castaño. Patas rojizas.

## Historia natural
Demuestra preferencia por los ríos, arroyos e isletas boscosas, de la selva, selva en galería del trópico o subtrópico, aunque también es posible encontrarla en espejos de agua dulce. Se alimenta de plantas acuáticas y hierbas. También come insectos y crustáceos.
Se la ve en parejas. Suele formar pequeños grupos, de no más de 20 individuos. No se asocia a otras anátidas, pudiendo estar en familia, los padres y pichones. Ocupa elevaciones bajas, normalmente a menos de 300 metros sobre el nivel del mar.
El nido lo construye en huecos de árboles. La nidada consiste de seis a diez huevos los cuales son incubados por la madre por unos 30 días.

## Distribución
Su distribución geográfica comprende Colombia, Venezuela, Guayana, Guayana Francesa, Brasil, Perú, Bolivia, Paraguay y el norte de Argentina, alto Río Bermejo. Hay registros en el este de Ecuador.